# Граниго (Тревизо)
Граниго је насеље у Италији у округу Тревизо, региону Венето.
Према процени из 2011. у насељу је живело 121 становника. Насеље се налази на надморској висини од 246 м.